# 馬自達Luce
馬自達Luce（日语：マツダ・ルーチェ）乃由日本馬自達汽車公司自1966年迄1991年間製造發售的頂級高端車款，也曾一度搭載過該公司著名的轉子引擎。

## 概要
車名Luce源由義大利文，意為「光芒、閃耀」，象徵該款車散發耀眼的光輝。該款車外銷全世界時，曾經出現幾個不同的名字，包括馬自達929、馬自達RX-4、馬自達Cosmo等。

## 歷史

### 第一代（1966年-1972年）

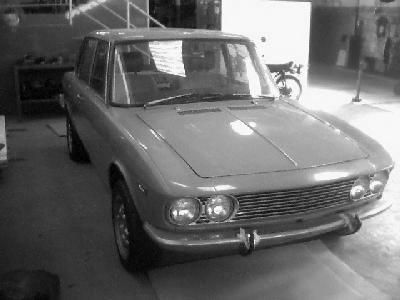
馬自達1500

1966年 - 開始發表上市，車身外型由義大利設計師喬吉·喬治亞羅（Giorgetto Giugiaro）領軍的博通汽車公司（Gruppo Bertone）負責設計。由於是2.0L的車身尺碼，前座可容納3個大人乘坐，因此馬自達在廣告詞內表示：「以2個大人換算3個小孩的話，實際上全車容納得下8人」，頗能反映當時日本消費者的使用需求。8月4日發售四門轎車型的馬自達Luce 1500，符合營業用計程車的標準。此款車在澳大利亞稱作馬自達1500，銷售情況不錯。
1967年 - 4月追加五門旅行車車型，可加價選購椅背傾斜功能之座椅。
1968年 - 10月針對安全對策小改款，包括：駕駛座三點式安全帶、雙前座頭枕、警示燈、脫落式室內後視鏡等。

#### 馬自達R130
詳情請參見馬自達Luce Rotary Coupe

1967年 - 10月26日舉辦的第14屆東京國際車展中，馬自達展出兩部原型車：「RX85」後來成為1968年6月推出的Familia Rotary Coupe，另一部車身較大的「RX87」則成為後來推出的Luce Rotary Coupe，海外版稱為馬自達R130。

#### 馬自達Luce 1800
1968年 - 12月追加發售馬自達Luce 1800，採用1.8L SOHC直列四缸VB型引擎。由於車身尺碼大，原先1.5L UB型引擎馬力稍嫌不足，才追加此具引擎。不過當時仍稱「東洋工業」的馬自達把銷售主力放在三輪車與輕型車上，難以滲透中上階層的消費者，所以1.5L和1.8L兩款的銷售情況很吃力。

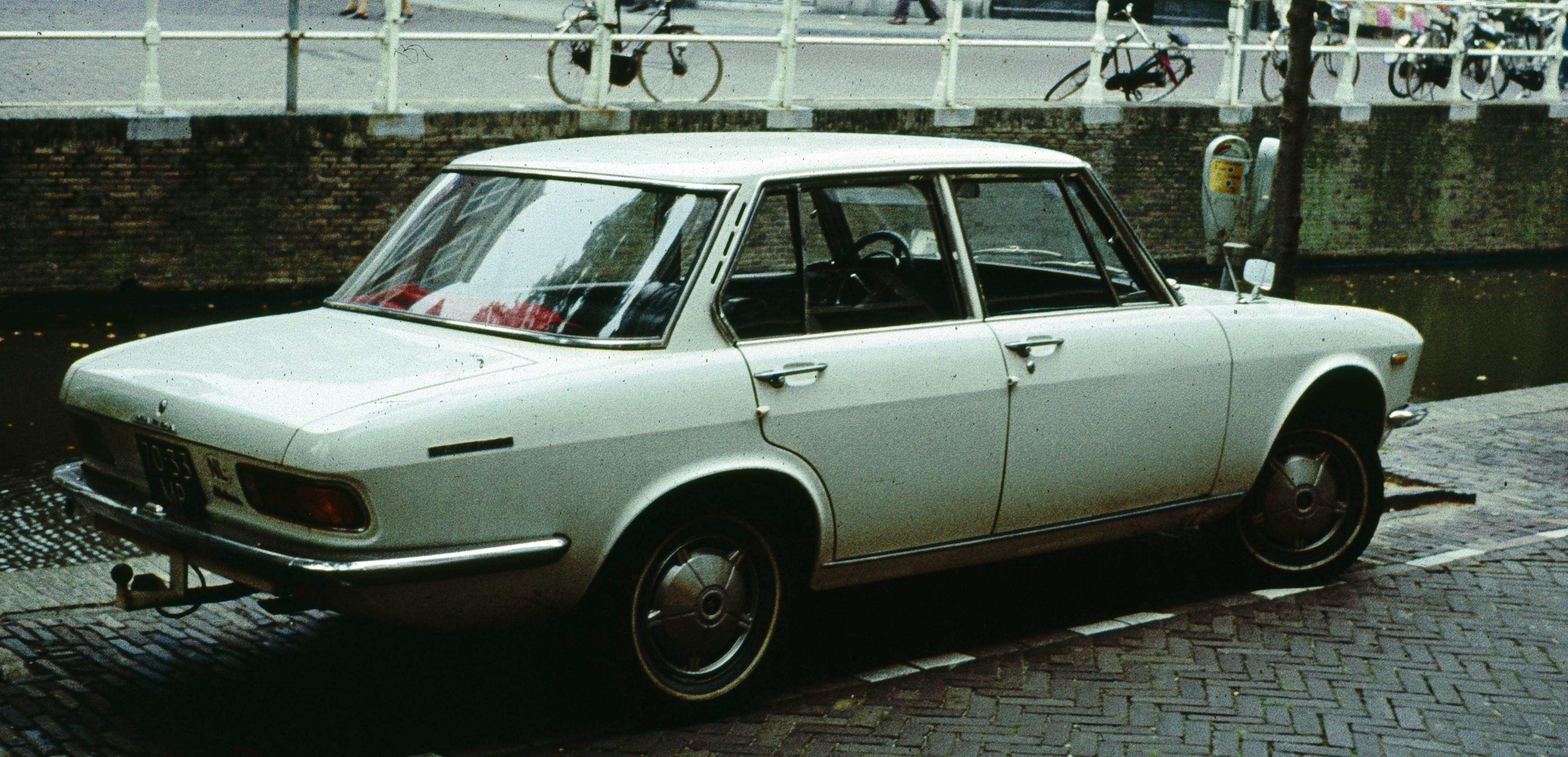
馬自達1800

馬自達在1970年先以R100打入美國市場，翌年則推出陣容整齊的產品線：緊湊型的馬自達1200、中型的馬自達616，以及大型的馬自達1800。馬自達1800在美國市場配備三速自動排檔，引擎最大馬力98hp、最大扭力108lb·ft，可是普遍的評價相當不好。但這部車在歐洲市場的性能表現卻恰恰相反，最大馬力104hp / 5,500rpm，最大扭力148N·m / 3,000rpm。這可能與美國的汽油辛烷值為85，而歐洲是95有關係，況且歐洲市場的馬自達1800都配上四速手動排檔，性能表現當然比較突出。
總計在1968年至1973年間，馬自達Luce 1800在全球總共製造了39,401輛。

### 第二代（1972年-1978年）
詳情請參見馬自達RX-4
1972年 - 全新大改款的第二代Luce上市，搭載573c.c. X 2 12A型轉子引擎。這一代的車身外觀具有強烈的美式風格，運用自由塑形度高的塑膠零件，營造華麗的風格，這也是當年日本中型轎車共同的設計趨勢。
外銷版本稱作RX-4，和日本一樣區分成雙門、四門轎車及五門旅行車（但馬自達原廠叫作「custom」）三種車型。先後搭載了兩款轉子引擎：12A型及汙染較少的13B-AP型。
搭載手動排檔、轉子引擎的車型裝置了一種原廠稱為「扭矩滑動器」（（日語）トルクグライド）的扭力轉換器。因為轉子引擎在低轉速域的扭力比往復式活塞引擎弱，故此裝置能防止引擎熄火，但無法像扭力轉換器一樣加大扭力。所以，手動變速箱的排檔桿增加了類似自排變速箱「P」的停車檔。
1973年 - 4月追加搭載1.8L直列四缸VC型往復式活塞引擎的車型。同年6月因日本昭和50年的汽車廢氣排放標準（（日語）自動車排出ガス規制）頒布，推出AP（anti-pollution之意）車型。
1974年 - 11月改搭載油耗表現較佳、空氣汙染較輕微的REAPS型（Rotary Engine Anti-Pollution System的縮寫）轉子引擎。
1976年 - 7月為了符合昭和51年的汽車廢氣排放標準（自動車排出ガス規制），VC型引擎加裝FFCS燃料流量控制裝置（fluid flow control system之縮寫）。
1977年 - 10月推出頂級車款「Legato」（（日語）レガート，屬於LA4系），當時與第二代車款一起發售，但因翌年7月日本運輸省認定Legato的申請手續未通過，「Legato」的副車名無法繼續使用，故停止販售第二代Luce。馬自達緊急修改Legato的車身外型，變成第三代Luce上市。

### 第三代（1977年-1981年）
1977年 - 10月推出原本規劃成Luce頂級車款的Luce Legato（（日語）ルーチェレガート，屬於LA4系），提供12A型和13B-AP型兩種轉子引擎，以及2.0L直列四缸F/MA型往復式活塞引擎。當時仍與第二代Luce一起在市場上銷售，但大燈為縱向四顆方型頭燈，進氣壩也加大。翌年七月因日本運輸省認定未通過Luce的申請手續，不能繼續使用「Legato」的副車名，於是第二代Luce停止販售，馬自達將原本Legato車身外型稍作修改，變成第三代Luce上市。
1979年 - 10月進行小改款，大燈改成兩顆方型頭燈，進氣壩形狀和前保險桿稍作修改。翌年9月追加一具2.2L S2型柴油引擎，最大馬力66hp、最大扭力142N·m，以及四門無B柱硬頂型車身。
此代搭載往復式活塞引擎的車款外銷時稱為馬自達929，而轉子引擎版本的則稱馬自達RX-9（絕大部分搭載12A型轉子引擎）。

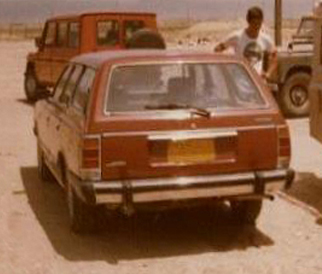
1980年阿曼街頭的929旅行車款
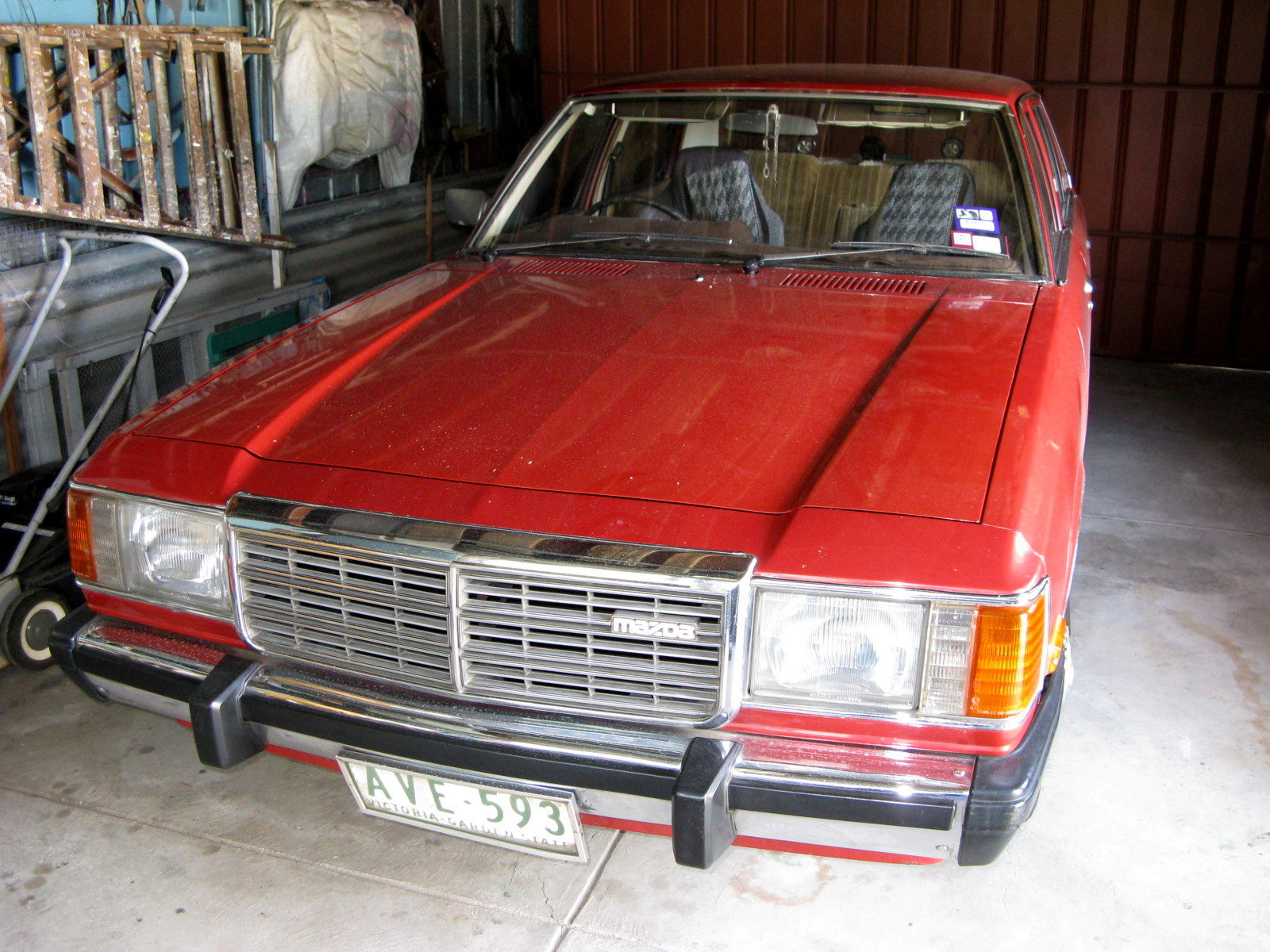
第三代馬自達Luce車頭
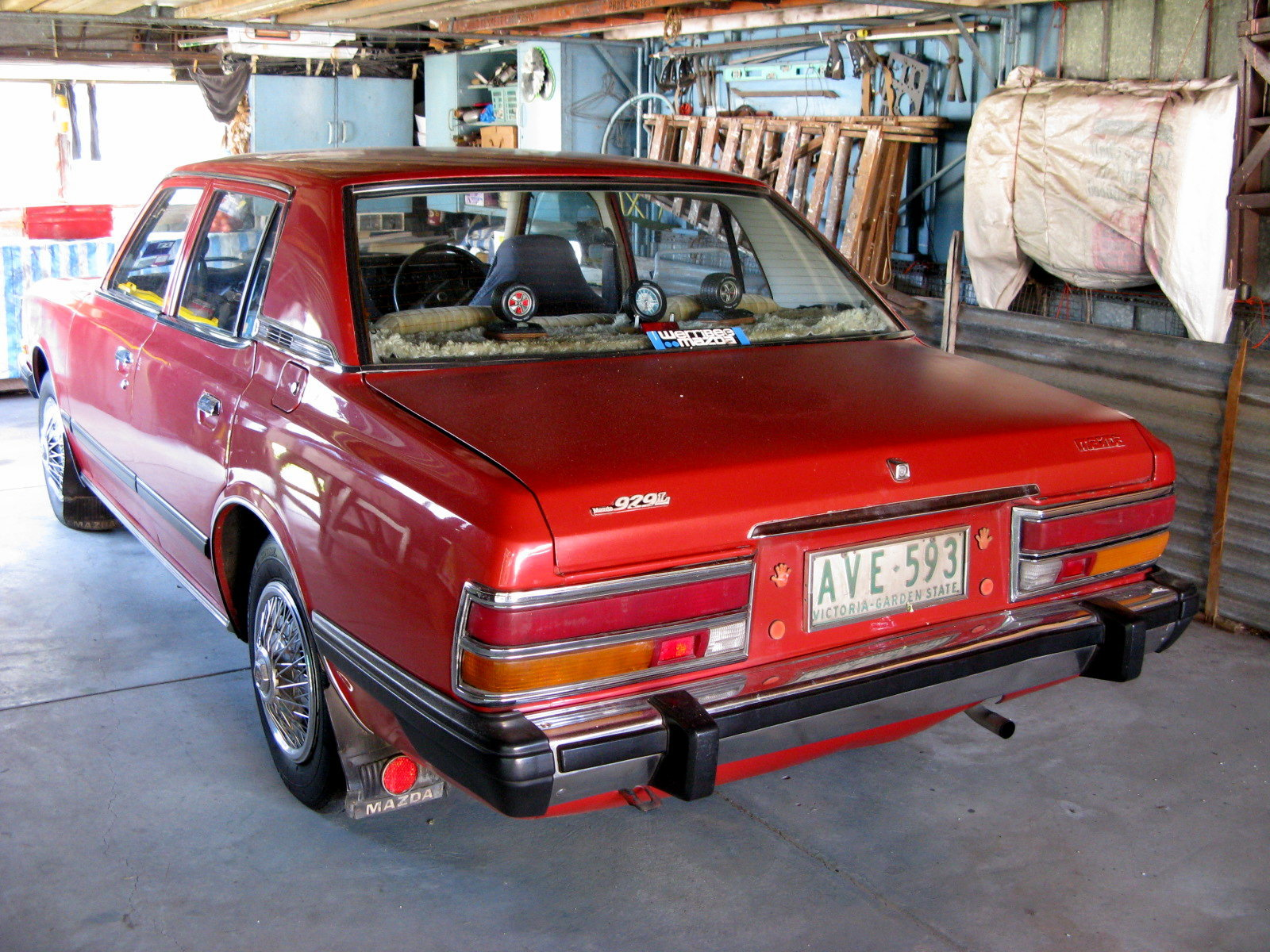
第三代馬自達Luce車尾

### 第四代（1981年-1986年）
1981年 - 10月大改款上市，此代車款採用HB平台，與第三代Cosmo相同，算是其兄弟車。11月追加2.2L S2型柴油引擎，以及油耗表現較好的12A-6PI型轉子引擎（因為改成六個進氣埠）。
1982年 - 10月，追加2.0L直列四缸F/MA型引擎，以及12A型渦輪增壓轉子引擎，這是世界第一部裝置此種類型引擎的量產車。
1983年 - 10月進行小改款，推出13B-RESI型（rotary engine super injection，「超級噴射式轉子引擎」的縮寫）轉子引擎的大馬力車款；廢止延續自上一代的1.8L直列四缸VC型引擎，改採2.0L直列四缸FE型引擎；追加四速自動排檔給渦輪增壓轉子引擎車型；最頂級的Limited車型則裝配了AAS電子控制懸吊系統。
1985年 - 5月往復式活塞引擎車款追加「Genteel」車型。

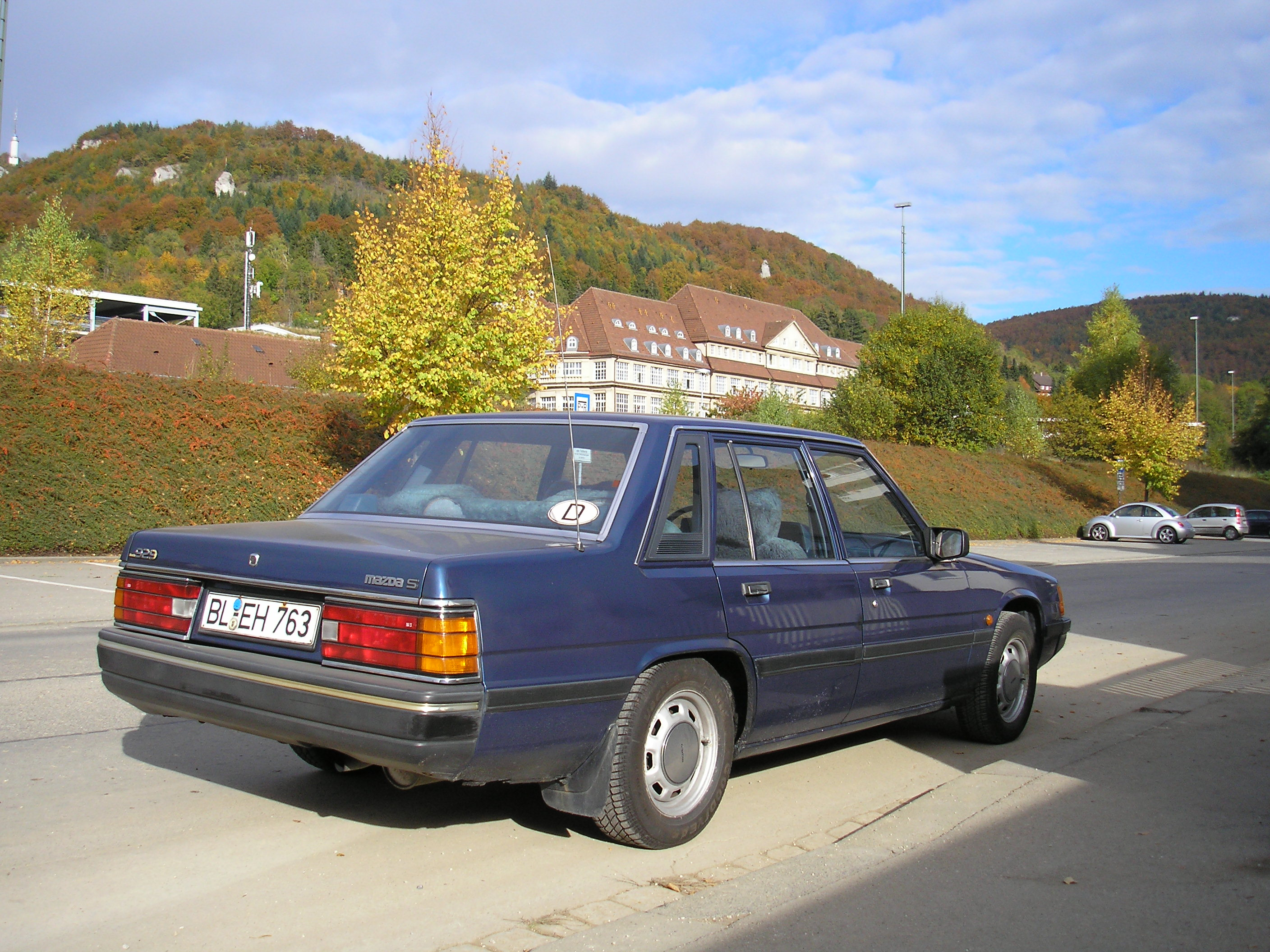
第四代馬自達Luce車尾
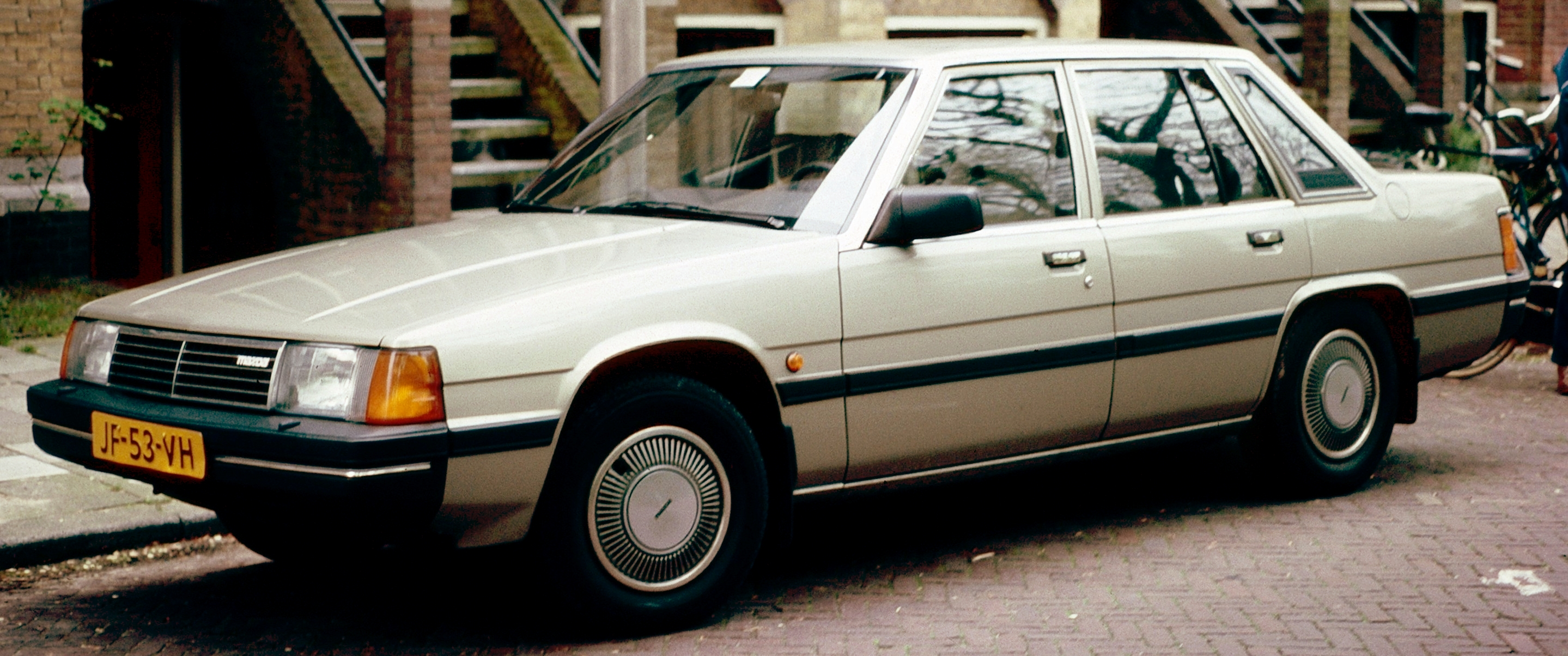
第四代馬自達Luce車頭（歐洲版）

### 第五代（1986年-1991年）
計程車與教練車型至1995年才停產。
1986年 - 9月大改款的第五代Luce上市，自此代起與Cosmo分離，不再共用任何平台。車身尺碼加大，後座與行李廂空間更顯餘裕。採HC平台建造，區分成四門無B柱硬頂型（pierless hardtop）轎車、四門轎車兩種外型。動力來源在全球市場分成2.0L至3.0L不等，依型式也有直列四缸或V型六缸，當然更包括重視性能的消費者的最愛：13B-DEI型渦輪增壓轉子引擎。V型六缸與轉子引擎車型皆裝配了新開發的E型多連桿式懸吊系統。韓國起亞汽車曾以此代車款為基礎，開發出名為「Potentia」的高級車款。
1987年 - 8月追加3.0L V型六缸SOHC JE型引擎，最大馬力160hp，且車頭改成與美規版一樣的大型保險桿。
1988年 - 9月小改款，將去年推出的3.0L引擎改成DOHC構造，馬力提升至200hp。
1991年 - 5月停產（不過計程車與教練車型則延續至1995年12月，才因為無法通過正面與側面碰撞測試而停產）。當時馬自達正推行多品牌策略，推出多年的Luce車系隨之停產，而後繼車的棒子則交給Sentia。

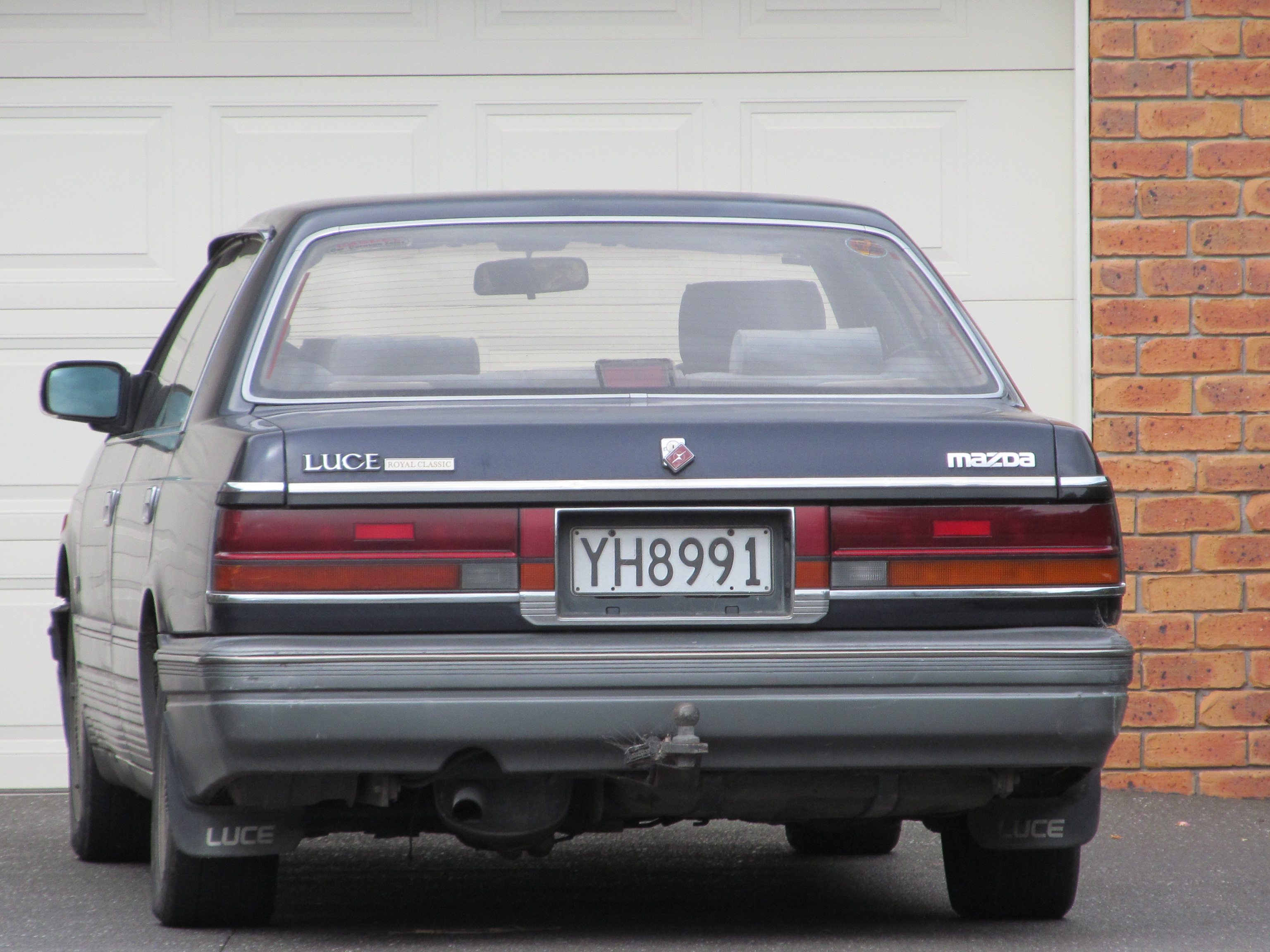
後期型車尾

## 外部連結
- （日語）初代ルーチェバン （页面存档备份，存于）